# العلاقات الوسط إفريقية البيلاروسية
العلاقات الوسط أفريقية البيلاروسية هي العلاقات الثنائية التي تجمع بين جمهورية أفريقيا الوسطى وروسيا البيضاء.

## مقارنة بين البلدين
هذه مقارنة عامة ومرجعية للدولتين:
| وجه المقارنة                                              | جمهورية أفريقيا الوسطى      | روسيا البيضاء                    |
| --------------------------------------------------------- | --------------------------- | -------------------------------- |
| المساحة (كم2)                                             | 622.98 ألف                  | 207.60 ألف                       |
| عدد السكان (نسمة)                                         | 4.66 مليون                  | 9.50 مليون                       |
| الكثافة السكانية (ن./كم²)                                 | 7.48                        | 45.76                            |
| العاصمة                                                   | بانغي                       | مينسك                            |
| اللغة الرسمية                                             | لغة فرنسية، اللغة السانغوية | اللغة البيلاروسية، اللغة الروسية |
| العملة                                                    | فرنك وسط أفريقي             | روبل بلاروسي                     |
| الناتج المحلي الإجمالي (بليون دولار)                      | 1.95 مليار                  | 54.44 مليار                      |
| الناتج المحلي الإجمالي (تعادل القوة الشرائية) بليون دولار | 3.03 مليار                  | 168.35 مليار                     |
| الناتج المحلي الإجمالي الاسمي للفرد دولار أمريكي          | 323                         | 5.74 ألف                         |
| الناتج المحلي الإجمالي للفرد دولار أمريكي                 | 594                         | 18.18 ألف                        |
| مؤشر التنمية البشرية                                      | 0.350                       | 0.798                            |
| رمز المكالمات الدولي                                      | +236                        | +375                             |
| رمز الإنترنت                                              | .cf                         | .by، .бел                        |
| المنطقة الزمنية                                           | ت ع م+01:00                 | ت ع م+03:00                      |

## منظمات دولية مشتركة
يشترك البلدان في عضوية مجموعة من المنظمات الدولية، منها:
| علم المنظمة | اسم المنظمة                               | تاريخ انضمام جمهورية أفريقيا الوسطى | تاريخ انضمام روسيا البيضاء |
| ----------- | ----------------------------------------- | ----------------------------------- | -------------------------- |
|             | الاتحاد البريدي العالمي                   | ?                                   | ?                          |
|             | منظمة حظر الأسلحة الكيميائية              | ?                                   | ?                          |
|             | الأمم المتحدة                             | 20 سبتمبر 1960                      | 24 أكتوبر 1945             |
|             | وكالة ضمان الاستثمار متعدد الأطراف        | 8 سبتمبر 2000                       | 3 ديسمبر 1992              |
|             | منظمة الشرطة الجنائية الدولية             | ?                                   | ?                          |
|             | مؤسسة التمويل الدولية                     | 1 أبريل 1991                        | 2 نوفمبر 1992              |
|             | الاتحاد الدولي للاتصالات                  | 2 ديسمبر 1960                       | 7 مايو 1947                |
|             | البنك الدولي للإنشاء والتعمير             | 10 يوليو 1963                       | 10 يوليو 1992              |
|             | المركز الدولي لتسوية المنازعات الاستشارية | 14 أكتوبر 1966                      | 9 أغسطس 1992               |
|             | يونسكو                                    | 11 نوفمبر 1960                      | 12 مايو 1954               |

## وصلات خارجية
- موقع وزارة الخارجية البيلاروسية